# 钱治亚
钱治亚 （英語：Jenny Qian，1976年—）是一位中国大陸企业家和投機者。瑞幸咖啡、庫迪咖啡的創始人之一。

## 生平
出生于武汉，1998年毕业于武汉纺织工学院（现武汉纺织大学），先后任职于胜科（天津）建设工程有限公司武汉分公司和长江发展（武汉）有限公司，2005年加入华夏联合汽车俱乐部，担任陆正耀助理。2007年升任神州租车执行副总裁。2012年毕业于北京大学EMBA。2017年成立瑞幸咖啡担任首席执行官。2019年5月17日瑞幸咖啡在美国纳斯达克交易所挂牌上市。

## 荣誉
2020年1月9日获得中國大陸“2019十大经济年度人物”。

## 造假丑闻
2020年1月31日，知名做空机构浑水发布一篇匿名做空报告，质疑瑞幸咖啡财务造假和商业模式存在缺陷。瑞幸咖啡随后于2月3日发布简短声明，否认全部质疑。
2020年4月2日，瑞幸咖啡发布公告，承认公司COO刘剑及几名员工伪造财务数据，在2019Q2-Q4共伪造交易金额达22亿元，而瑞幸咖啡在2019前三季度收入仅约29亿元。公告发布后，瑞幸咖啡、神州租车、神州优车等神州系公司股价悉数暴跌。瑞幸咖啡造假是近年来中概股面临的最严重的造假丑闻。
2020年5月12日晚，瑞幸咖啡宣布終止錢治亞的職位。